# المعهد العالي للصحة العامة (جامعة الإسكندرية)
المعهد العالي للصحة العامة التابع لجامعة الأسكندرية تأسس عام 1956 بدعم من منظمة الصحة العالمية، وكان المعهد في أول نشأته تابعًا لوزارة الصحة، وكان له مجلس أعلى يرأسه وزير الصحة، ثم انتقلت تبعيته لجامعة الإسكندرية عام 1963، وكان الهدف من إنشائه دعم نظام الرعاية الصحية في مصر والشرق الأوسط.
يمنح المعهد درجة الماجستير والدكتوراة في الفروع المختلفة للصحة العامة للأطباء ولغير الأطباء، وأصدر المعهد العدد الأول من مجلته عام 1970، ثم أدرجتها منظمة الصحة العالمية ضمن قاعدة البيانات المختصة بالفهرس الطبي لمنطقة شرق المتوسط.
ٌ

## أقسام المعهد
يتكون المعهد العالى للصحة العامة من عشرة أقسام هي:
- قسم الإحصاءات الحيوية
- قسم الإدارة الصحية والعلوم السلوكية
  - تخصص الإدارة والتخطيط والسياسة الصحية
  - تخصص إدارة المستشفيات
- قسم الصحة المهنية وطب الصناعات
  - دبلوم السلامة المهنية
  - دبلوم التمريض المهني
- قسم الوبائيات
- قسم الأحياء الدقيقة
- قسم صحة البيئة
  - تخصص مقاومة نقلات الأمراض ومخاطر المبيدات
  - تخصص صحة بيئة العمل وتلوث الهواء
  - تخصص كيمياء وبيولوجيا البيئة
  - تخصص هندسة البيئة
  - تخصص صحة الأغذية والرقابة الغذائية
- قسم التغذية
  - تخصص تحليل الأغذية
  - تخصص التثقيف الصحى والعلوم السلوكية
- قسم صحة الأسرة
  - تخصص صحة الأم والطفل
  - تخصص الصحة المدرسية وصحة المراهق
  - تخصص الصحة النفسية
  - تخصص صحة المسنين
  - تمريض الصحة العامة
  - قسم الرعاية الصحية الأولية
  - قسم صحة المناطق الحارة والطفيليات

## شروط القبول
1. أن يستوفى الطالب شروط القسم وأن يحصل على موافقة مجلس القسم المختص ومجلس المعهد.
2. أن يستوفى الطالب المستندات والنماذج المطلوبة في إدارة الدراسات العليا.
3. يختار الطالب المقررات المناسبة ويملأ نموذج تسجيل مقررات ويعتمده من المرشد الأكاديمي ورئيس القسم.
4. التسجيل شرط أساسى لكى يسمح للطالب بالحضور وحساب المقررات الدراسية له.
5. لا يعتبر الطالب مسجلاً في أي مقرر إلا بعد سداد الرسوم الدراسية خلال المواعيد المقررة.

## وصلات خارجية
- الموقع الرسمي للمعهد.